# Hymenophyllum cocosense
Hymenophyllum cocosense là một loài dương xỉ trong họ Hymenophyllaceae. Loài này được A. Rojas mô tả khoa học đầu tiên năm 1996.